# Нандра
Нандра (рум. Nandra) — село у повіті Муреш в Румунії. Входить до складу комуни Бікіш.
Село розташоване на відстані 267 км на північний захід від Бухареста, 41 км на південний захід від Тиргу-Муреша, 57 км на південний схід від Клуж-Напоки, 143 км на північний захід від Брашова.

## Населення
За даними перепису населення 2002 року у селі проживала 151 особа.
Національний склад населення села:
| Національність | Кількість осіб | Відсоток |
| -------------- | -------------- | -------- |
| цигани         | 81             | 53,6%    |
| румуни         | 69             | 45,7%    |

Рідною мовою назвали:
| Мова      | Кількість осіб | Відсоток |
| --------- | -------------- | -------- |
| румунська | 99             | 65,6%    |
| циганська | 51             | 33,8%    |